# JSM Challenger of Champaign-Urbana 2012
Il JSM Challenger of Champaign-Urbana 2012 è stato un torneo professionistico di tennis maschile giocato sul cemento indoor. È stata la 17ª edizione del torneo, facente parte dell'ATP Challenger Tour nell'ambito dell'ATP Challenger Tour 2012. Si è giocato a Champaign negli USA dal 12 al 18 novembre 2012.

## Partecipanti ATP

### Teste di serie
| Nazionalità | Giocatore       | Ranking* | Testa di serie |
| ----------- | --------------- | -------- | -------------- |
| Stati Uniti | Michael Russell | 103      | 1              |
| Germania    | Miša Zverev     | 138      | 2              |
| Stati Uniti | Denis Kudla     | 147      | 3              |
| Stati Uniti | Ryan Sweeting   | 151      | 4              |
| Stati Uniti | Bobby Reynolds  | 157      | 5              |
| Stati Uniti | Tim Smyczek     | 161      | 6              |
| Stati Uniti | Jack Sock       | 164      | 7              |
| Stati Uniti | Alex Kuznetsov  | 180      | 8              |

- 1 Ranking al 5 novembre 2012.

### Altri partecipanti
Giocatori che hanno ricevuto una wild card:
- Devin Britton
- Chase Buchanan
- Tim Kopinski
- Dennis Nevolo

Giocatori che sono passati dalle qualificazioni:
- Andrei Dăescu
- Chris Guccione
- Christian Harrison
- Joshua Milton

## Campioni

### Singolare
- Tim Smyczek ha battuto in finale  Jack Sock con il punteggio di 2–6, 7–6(1), 7–5.

### Doppio
- Devin Britton /  Austin Krajicek hanno battuto in finale  Jean Andersen /  Izak van der Merwe,  6–3, 6–3.